# Huawei P8 Lite
Huawei P8 Lite es un teléfono inteligente fabricado por Huawei como alternativa económica al modelo Huawei P8. Fue lanzado en España en mayo de 2015.
El P8 Lite cuenta con Android 5.0 Lollipop sobre el cual se ha instalado el software de interfaz Huawei Emotion UI en su versión 3.1, aunque actualmente es actualizable oficialmente a Android 6.0 Marshmallow (acompañado de EMUI 4.0.3).

## Características

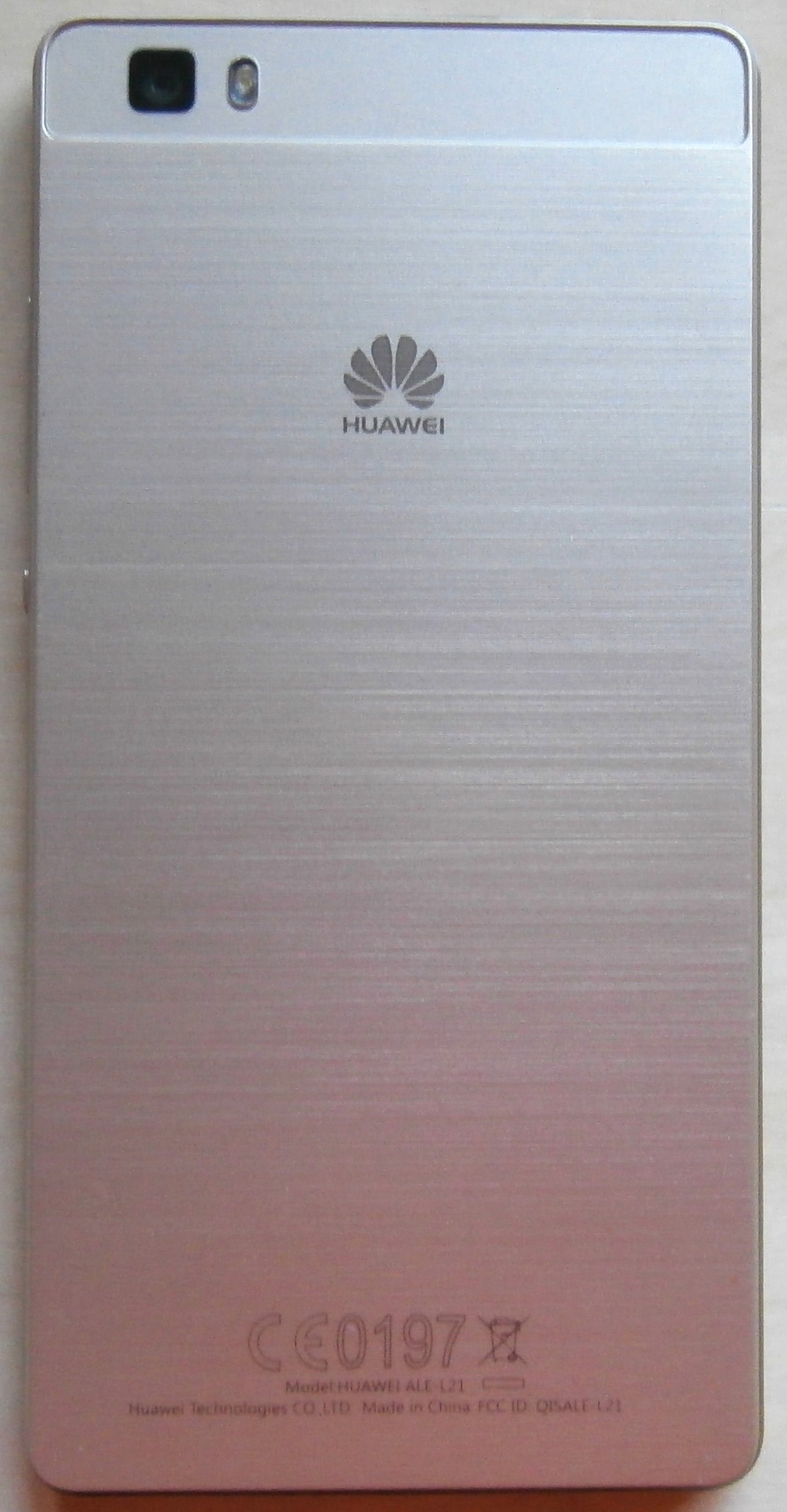
Huawei P8 Lite (parte trasera)

### Pantalla
El Huawei P8 Lite cuenta con una pantalla de 5 pulgadas con panel LCD IPS de 1.280x720 píxeles de resolución (294 pixeles por pulgada) y capacidad de 16M colores cubierta con Gorilla Glass.

### Procesador
En su interior el Huawei P8 Lite cuenta con un procesador Hisilicon Kirin 620 de 8 núcleos a 1.2Ghz fabricado por Huawei.

### Memoria
Cuenta con una memoria interna de 16GB, sin embargo el espacio de almacenamiento puede ser expandido en 128 GB con el uso de una Micro-SD. Además, el P8 Lite cuenta con una memoria RAM de 2GB

### Cámara
El P8 Lite posee una cámara frontal con una resolución de 5 megapixels, además de una cámara trasera de 13 megapíxeles, más adecuada para fotos panorámicas. Ambas cámaras están implementadas de forma que no sobresalen de la forma principal del P8 Lite.

### Diseño
Su diseño es aquel de una superficie plana, rectangular de 143mm de largo, 70,6mm de ancho y un grosor de 7.7mm. Todos los elementos de P8 Lite están situados de forma que ninguno sobresale de estas dimensiones (a excepción de los botones de control de volumen y el botón de apagado/encendido, que sobresalen una distancia despreciable de la forma principal). 
Posee un puerto Micro-USB en su parte inferior, junto a sus altavoces y uno de los dos micrófonos con los que cuenta. El otro micrófono se halla en la parte superior junto a la entrada para auriculares. En su costado derecho se hallan tanto los botones de control de volumen, como el botón de apagado/encendido y las ranuras para la tarjeta Micro-SD y tarjeta Micro-SIM. Encima de la pantalla nos encontramos con la cámara frontal, el auricular en la parte central, un sensor de luz y un indicador de estado. En la parte trasera simplemente se encuentra el logo del fabricante y la cámara trasera junto a un LED blanco que se usa a modo de flash.

## Configuración y funciones
- Manual del usuario